# نيني دورجيليس
نيني دورجيليس (بالفرنسية: Nene Dorgeles)‏ هو لاعب كرة قدم مالي ولد بتاريخ 23 ديسمبر 2002 يلعب في مركز الهجوم.

## مسيرته
بدأ مسيرته مع نادي ريد بل سالزبوغ وتمت اعارته إلى نادي ليفيرنيغ ونادي رييد ونادي فيسترلو البلجيكي.

## أهدافه الدولية
| # | التاريخ        | المكان                                       | الخصم        | الهدف | النتيحة | المسابقة                        |
| - | -------------- | -------------------------------------------- | ------------ | ----- | ------- | ------------------------------- |
| 1 | 18 يونيو 2023  | ملعب ألفونس ماسيمبا-ديبات، برازافيل، الكونغو | الكونغو      | 2–0   | 2–0     | تصفيات كأس الأمم الإفريقية 2023 |
| 2 | 8 سبتمبر 2023  | ملعب 26 مارس، باماكو، مالي                   | جنوب السودان | 4–0   | 4–0     | تصفيات كأس الأمم الإفريقية 2023 |
| 3 | 6 يناير 2024   | ملعب 26 مارس، باماكو، مالي                   | غينيا بيساو  | 4–2   | 6–2     | ودية                            |
| 4 | 6 يناير 2024   | ملعب 26 مارس، باماكو، مالي                   | غينيا بيساو  | 6–2   | 6–2     | ودية                            |
| 5 | 3 فبراير 2024  | ملعب السلام، بواكي، ساحل العاج               | ساحل العاج   | 1–0   | 1–2     | كأس الأمم الأفريقية 2023        |
| 6 | 19 نوفمبر 2024 | ملعب 26 مارس، باماكو، مالي                   | إسواتيني     | 2–0   | 6–0     | تصفيات كأس الأمم الإفريقية 2025 |
| 7 | 19 نوفمبر 2024 | ملعب 26 مارس، باماكو، مالي                   | إسواتيني     | 3–0   | 6–0     | تصفيات كأس الأمم الإفريقية 2025 |
| 8 | 19 نوفمبر 2024 | ملعب 26 مارس، باماكو، مالي                   | إسواتيني     | 5–0   | 6–0     | تصفيات كأس الأمم الإفريقية 2025 |

## وصلات خارجية
نيني دورجيليس على موقع الاتحاد الأوربي (الإنجليزية)
- نيني دورجيليس على موقع قاعدة بيانات كرة القدم.إي يو (الإنجليزية)
- نيني دورجيليس على موقع ناشيونال فوتبول تيمز (الإنجليزية)
- نيني دورجيليس على موقع Soccerway.com (الإنجليزية)
- نيني دورجيليس على موقع عالم كرة القدم.نت (الإنجليزية)